# Circuit des Ardennes international
Pour les articles homonymes, voir Circuit des Ardennes.
Le Circuit des Ardennes international est une course cycliste par étapes française disputée dans le département des Ardennes. Créé en 1930, il n'est ensuite réapparu qu'en 1951. Il était réservé aux professionnels et indépendants jusqu'en 1958, puis aux indépendants et amateurs de 1959 à 1963. Il n'a ensuite plus été organisé pendant 13 ans. En 1977, le Circuit des Ardennes réapparaît en tant qu'épreuve amateure, jusqu'en 1988, puis ouverte aux coureurs d'élite 2 de 2000 à 2004. Depuis 2005, il fait partie de l'UCI Europe Tour, en catégorie 2.2.
L'édition 2020 est annulée à cause de l'épidémie de maladie à coronavirus.

## Palmarès
| Année     | Vainqueur,             | Deuxième            | Troisième              |
| --------- | ---------------------- | ------------------- | ---------------------- |
| 1930      | Albert Barthélémy      | Georges Marienne    | Alfred Mottard         |
| 1931-1950 | Pas de course          | Pas de course       | Pas de course          |
| 1951      | Jacques Michel         | Fortunato Previtali | Jean Mage              |
| 1952      | André Geneste          | Élie Marsy          | Albert Platel          |
| 1953      | Albert Platel          | Louis Deprez        | Willy Rollin           |
| 1954      | Louis Deprez           | Ernest Menage       | Guido Anzile           |
| 1955      | Eugène Tamburlini      | Louis Deprez        | Joseph Groussard       |
| 1956      | Bruno Modenese         | Henri Wasilewski    | Jean Gosselin          |
| 1957      | Édouard Delberghe      | Robert Pallu        | Joseph Wasko           |
| 1958      | Bruno Modenese         | René Ostertag       | Arthur Bihannic        |
| 1959      | Robert Pallu           | Georges Dubois      | Maurice Munter         |
| 1960      | André Geneste          | Marcel Hocquaux     | Yves Pichon            |
| 1961      | Noël Chavy             | Arthur Bihannic     | Jean Mossello          |
| 1962      | John Geddes            | Roger Bardiaux      | Emmanuel Crenn         |
| 1963      | Marcel Hocquaux        | Joseph Wasko        | Robert Fuhrel          |
| 1964-1976 | Pas de course          | Pas de course       | Pas de course          |
| 1977      | Christian Calzati      | Dudley Hayton (en)  | Edgard Chollier        |
| 1978      | Daniel Yon             | Guy Bricnet         | Philippe Miotti        |
| 1979      | Daniel Leveau          | Anthony Doyle       | Michel Riou            |
| 1980      | Zdeněk Bartoníček (de) | Ignace Planckaert   | Greg LeMond            |
| 1981      | Michal Klasa           | Miloš Hrazdíra      | Jérôme Simon           |
| 1982      | Milan Jurčo            | Jiří Škoda          | Sergei Sukhanov        |
| 1983      | Bruno Wojtinek         | Daniel Maquet       | Malcolm Elliott        |
| 1984      | Heinz Imboden          | Hans-Joachim Pohl   | Davis Phinney          |
| 1985      | Mario Hernig           | Peter Harings       | Petar Petrov           |
| 1986      | Roman Kreuziger        | Michael Stück       | Nentcho Staykov        |
| 1987      | Laurent Pillon         | Nentcho Staykov     | Petar Petrov           |
| 1988      | Dimitri Zhdanov        | Viatcheslav Ekimov  | Dmitri Nelyubin        |
| 1989-1999 | Pas de course          | Pas de course       | Pas de course          |
| 2000      | Jérôme Desjardins      | Pascal Pofilet      | Samuel Plouhinec       |
| 2001      | Cédric Loué            | Carlo Meneghetti    | Cédric Célarier        |
| 2002      | Nicolas Dumont         | José Medina         | Mads Kaggestad         |
| 2003      | Thomas Lövkvist        | Jussi Veikkanen     | Nicolas Dumont         |
| 2004      | Eduard Vorganov        | Noan Lelarge        | Shinichi Fukushima     |
| 2005      | Florian Morizot        | Anders Lund         | Mathieu Perget         |
| 2006      | Sergey Kolesnikov      | Borut Božič         | David Arassus          |
| 2007      | Jérôme Coppel          | Nicolas Fritsch     | Bart Oegema            |
| 2008      | Jan Bakelants          | Brian Vandborg      | Dirk Müller            |
| 2009      | Dimitri Champion       | Romain Zingle       | Arthur Vichot          |
| 2010      | Mikhail Antonov        | Thomas Rostollan    | Florian Morizot        |
| 2011      | Gianni Meersman        | Laurent Pichon      | Andrey Solomennikov    |
| 2012      | Marek Rutkiewicz       | Russell Downing     | Viatcheslav Kouznetsov |
| 2013      | Riccardo Zoidl         | Markus Eibegger     | Christoph Pfingsten    |
| 2014      | Łukasz Wiśniowski      | Grega Bole          | Kristian Haugaard      |
| 2015      | Evaldas Šiškevičius    | Julien Loubet       | Ignatas Konovalovas    |
| 2016      | Olivier Pardini        | Baptiste Planckaert | Reidar Borgersen       |
| 2017      | Jhonatan Narváez       | Maxime Vantomme     | Julien Antomarchi      |
| 2018      | Anthony Maldonado      | Cees Bol            | Jérémy Cornu           |
| 2019      | Alexander Kamp         | Andreas Leknessund  | Kobe Goossens          |
| 2020      | annulé                 | annulé              | annulé                 |
| 2021      | Lucas Eriksson         | Leon Heinschke      | Matěj Zahálka          |
| 2022      | Lucas Eriksson         | Jordan Habets       | Oscar Onley            |
| 2023      | Mathias Bregnhøj       | Matěj Zahálka       | Thibaud Gruel          |
| 2024      | Joseph Blackmore       | Mathias Bregnhøj    | Tijmen Graat           |
| 2025      | Brady Gilmore          | Jarno Widar         | Patrick Frydkjær       |